# Château de Skipton
Le château de Skipton est un Château fort médiéval classé Grade I situé à Skipton, Yorkshire du Nord, en Angleterre. Il est construit en 1090 par Robert de Romille, un baron normand.

## Histoire

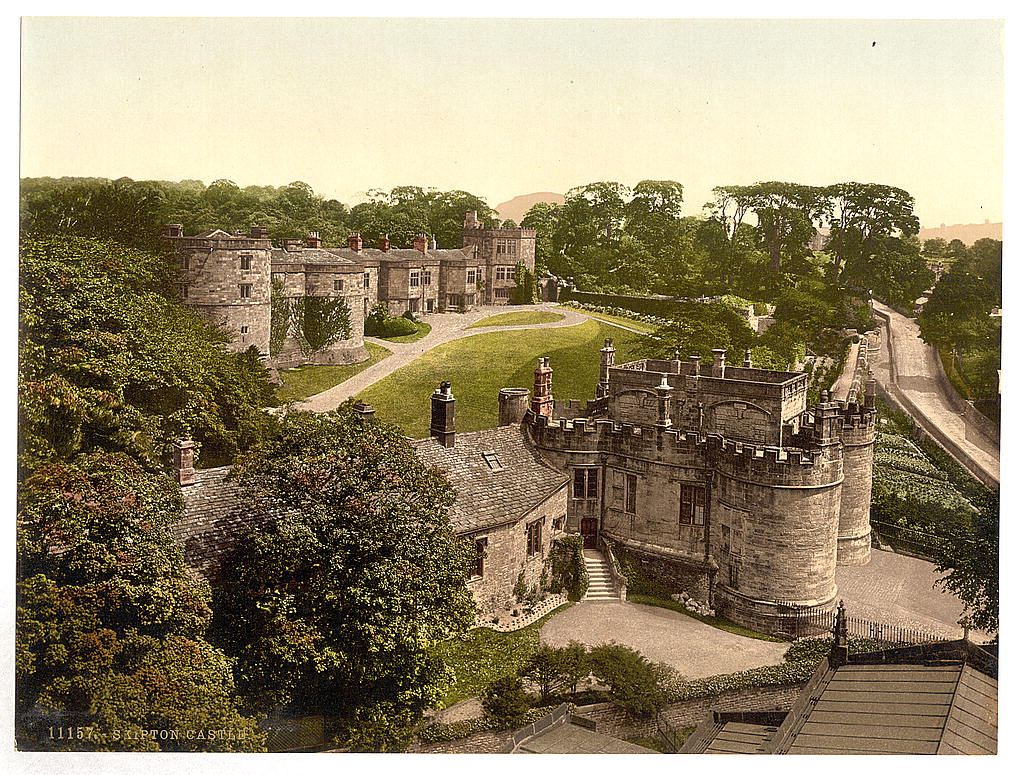
Un photochrom colorisé du château de Skipton, c. 1890 – 1900

Le château est à l'origine un château à Motte castrale construit en 1090 par Robert de Romille, seigneur des multiples domaines de l'abbaye de Bolton. Peu de temps après 1102, Henri Ier étend les terres de Romille pour inclure tout le haut Wharfedale et le haut Airedale. Le château de terre et de bois est reconstruit en pierre pour résister aux attaques des Écossais. Les falaises derrière le château, descendant jusqu'à Eller Beck, font du château une structure défensive parfaite. La lignée Romille s'éteint et, en 1310, Édouard II accorde le château à Robert Clifford qui est nommé Lord Clifford de Skipton et Gardien de Craven. Robert Clifford ordonne de nombreuses améliorations aux fortifications, mais meurt lors de la bataille de Bannockburn en 1314 alors que les améliorations sont à peine terminées. Skipton est attaqué par les Écossais lors du Grand raid de 1322, mais le château, avec toutes ses améliorations, résiste à l'attaque.
Pendant la guerre civile anglaise, le château est le seul bastion royaliste du nord de l'Angleterre jusqu'en décembre 1645. Après un siège de trois ans, une reddition est négociée en 1645 entre Oliver Cromwell et les royalistes. Cromwell démantèle le château en ordonnant l'enlèvement des toits. La légende raconte que pendant le siège, des toisons de moutons étaient suspendues au-dessus des murs pour amortir l'impact des coups de canon. Les toisons des moutons figurent sur les armoiries de la ville. Skipton reste le siège principal des Clifford jusqu'en 1676. Anne Clifford (1590–1676) est la dernière Clifford à en être propriétaire. Après le siège, elle ordonne des réparations et elle plante un if dans la cour centrale pour commémorer sa réparation après la guerre. La fille de Lady Anne, Lady Margaret Sackville (1614–1676), épouse John Tufton (2e comte de Thanet) (1609–1664) et le château est ensuite transmis à la famille Tufton, devenant le siège de Lord Hothfield en 1871.
Aujourd'hui, le château de Skipton est un château médiéval bien conservé et est une attraction touristique et une résidence privée. Le château est au début du sentier de grande randonnée de Lady Anne's Way jusqu'à Penrith.

## Architecture
Le château possède six tours à tambour, avec un bâtiment domestique reliant deux tours du côté nord, protégées par un précipice surplombant l'Eller Beck. Le premier étage comprend la cuisine d'origine, la grande salle, les salles de retrait et la chambre du seigneur. De nouvelles cuisines, des caves de stockage et de travail composent le rez-de-chaussée. Les tours restantes sont de nature et à vocation militaires. Aux XVIe et XVIIe siècles sont ajoutés un nouvel escalier d'entrée (remplaçant le pont-levis d'origine), une autre aile domestique et des fenêtres plus grandes dans la structure d'origine. Le toit est entièrement intact. Au centre se trouve une cour Tudor, la Conduit Court, qui contient un if, réputé planté par Lady Anne en 1659.
Le mur-rideau extérieur renferme les quartiers intérieurs et les bâtiments subsidiaires, notamment les ruines d'une chapelle du XIIe siècle. Le mur est percé d'une guérite normande à deux tours. La tour est de la guérite contient une grotte de coquillages du XVIIe siècle, l'une des deux grottes restantes de cette période. (L'autre est à l'Abbaye de Woburn).
Un ancien puits peut expliquer comment la garnison du château a survécu au siège de 1643-1645.
|                        |
| la grande cour et l'if |

|                |
| The Tudor Wing |

|             |
| vue arrière |

|             |
| La chapelle |